# 88 př. n. l.

## Události
- Hasmonejský král Alexander Jannai dal ukřižovat na 800 farizejů a jejich rodiny pobít před jejich očima.
- pontský král Mithridatés VI. obsadil římskou provincii Asii a nechal povraždit místní římské obyvatelstvo (Plútarchos udává počet 150000 obětí, jiné zdroje uvádí 80000 obětí)[1]

## Hlavy států
- Pontus – Mithridatés VI. Pontský (doba vlády asi 120 př. n. l. – 63 př. n. l.)[2]
- Parthská říše – Mithradatés II. (124/123 – 88/87 př. n. l.) » Gótarzés I. (91/90 – 81/80 př. n. l.)
- Egypt – Ptolemaios X. Alexandros (110 – 109, 107 – 88 př. n. l.) » Ptolemaios IX. Sótér II. (116 – 110, 109 – 107, 88 – 81 př. n. l.)
- Čína – Wu-ti (dynastie Západní Chan)
- starověká Arménie – Tigranés Veliký (doba vlády 95 př. n. l. – 55. př. n. l.)[3]